# Бірич Тетяна Василівна
Тетяна Василівна Бірич (біл. Таццяна Васільеўна Бірыч; 10 січня 1905, Лошниця, Мінська губернія — 26 лютого 1993, Мінськ) — білоруська радянська лікар-офтальмолог, завідувачка кафедрою очних хвороб Мінського медичного інституту, член-кореспондент Академії наук Білоруської РСР (1972), доктор медичних наук, професор (1948). Герой Соціалістичної Праці (1974). Заслужений діяч науки БРСР (1944), заслужений лікар БССР (1948).

## Біографія
Народилася 10 січня 1905 року у с. Лошниця (нині — агромістечко в Борисівському районі Мінської області).
Закінчила медичний факультет Білоруського державного університету в 1928 році. З 1939 року — доцент кафедри хвороб очей Мінського медичного інституту, з 1941 року — доцент медичного інституту в Саратові, консультант, керівник відділення хвороб очей евакогоспіталю. З 1945 року — завідувачка кафедрою захворювань очей Мінського медичного інституту. Головний офтальмолог республіки, голова Наукового товариства офтальмологів БССР. Депутат Верховної Ради БРСР, заступник голови Верховної Ради БРСР в 1963-67.
Указом Президії Верховної Ради СРСР від 27 грудня 1974 року була удостоєна звання Героя Соціалістичної Праці з врученням ордена Леніна і золотої медалі «Серп і Молот».

## Наукова діяльність
Наукові роботи в області оксигенотерапії очних хвороб, лікування туберкульозу та опіків очей, видалення катаракти за допомогою низьких температур, вивчення крововиливу в сітківку у новонароджених при нормальних і патологічних пологах.
Вперше в Радянському Союзі у 1961 році застосувала метод кріохірургії при захворюваннях очей.

### Наукові праці
Авторка понад 230 наукових праць, в тому числі 4 монографій:
- Оксигенотерапія в офтальмології. — Мінськ: Білорусь, 1972.
- Зміни очного дна у новонароджених при нормальних і патологічних пологах. — Мінськ: Білорусь, 1975 (у співпраці з В. Перетицькою).
- Опіки очей. — Мінськ: Білорусь, 1979.
- Застосування низьких температур в офтальмології. — Мінськ: Білорусь, 1984.

## Нагороди
Нагороджена орденами Леніна (1974), Трудового Червоного Прапора (1949, 1960), медалями. Звання Почесного громадянина Мінська (1987).